# Hermano Ernesto IV de Hohenlohe-Langemburgo
Hermano Ernesto IV de Hohenlohe-Langemburgo (Hermano Ernesto Francisco Bernardo), (31 de agosto de 1832 - 9 de março de 1913), foi um nobre alemão e sobrinho da rainha Vitória do Reino Unido.

## Família
Hermano era o terceiro filho do príncipe Ernesto I de Hohenlohe-Langemburgo e da princesa Teodora de Leiningen. Os seus avós paternos eram o príncipe Carlos Luís I de Hohenlohe-Langemburgo e a condessa Amália de Solms-Baruth. Os seus avós maternos eram Emich Carlos, 2° Príncipe de Leiningen e a princesa Vitória de Saxe-Coburgo-Saalfeld. Após a morte do seu avô materno, a sua avó voltou a casar-se, desta vez com o príncipe Eduardo, duque de Kent, filho do rei Jorge III do Reino Unido. Desta união nasceu a futura rainha Vitória do Reino Unido, sua tia, visto ser meia-irmã da sua mãe, o que o tornava muito próximo em parentesco da família real britânica.

## Biografia
Hermano era general de cavalaria no exército prussiano. Sucedeu ao título de príncipe de Hohenlohe-Langemburgo no dia 21 de abril de 1860, quando o seu irmão mais velho, Carlos II, abdicou. Morreu a 9 de março de 1913 em Langemburgo, Baden-Württemberg, Alemanha.

## Casamento e descendência
Hermano casou-se no dia 24 de setembro de 1862 com a princesa Leopoldina de Baden em Karlsruhe. O casal teve três filhos:
- Ernesto II de Hohenlohe-Langemburgo (13 de setembro de 1863 – 11 de dezembro de 1950), casado com a princesa Alexandra de Saxe-Coburgo-Gota; com descendência.
- Elisa de Hohenlohe-Langemburgo (4 de setembro de 1864 - 18 de março de 1929), casada com o príncipe Henrique XXVII da Linha Jovem Reuss; com descendência.
- Teodora de Hohenlohe-Langemburgo (23 de julho de 1866 - 1 de novembro de 1932), casada com o príncipe Emich de Leiningen; com descendência.